# Kameoka
Kameoka (japonsky 亀岡市, Kameoka-ši) je město v japonské prefektuře Kjóto. K 1. lednu 2022 mělo město odhadem 87 518 obyvatel a 29 676 domácností.

## Geografie
Kameoka se nachází v prefektuře Kjóto. Nachází se na hranici bývalých provincií Tanba a Jamaširo Po staletí sloužila jako klíčový dopravní bod mezi San’in, Tanbou a sousedním Kjótem.
Má vlhké subtropické klima, léta jsou teplá a zimy chladné, většinou beze sněhu. Průměrná roční teplota činí 13,5 °C. Ročně napadne průměrně 1690 mm srážek. Teploty jsou nejvyšší v srpnu, kolem 25 °C, nejnižší v lednu, kolem 2 °C.

### Obyvatelstvo
Zdroj:
| Rok  | Počet obyvatel | ± %     |
| ---- | -------------- | ------- |
| 1960 | 42,355         | —       |
| 1970 | 47,151         | +11,3 % |
| 1980 | 69,410         | +47,2 % |
| 1990 | 85,283         | +22,9 % |
| 2000 | 94,555         | +10,9 % |
| 2010 | 92,416         | −2,3 %  |
| 2020 | 86,174         | −6,8 %  |

### Sousední obce
- Prefektura Kjóto
  - Kjóto
  - Nantan
- Prefektura Ósaka
  - Ibaraki
  - Nose
  - Takatsuki
  - Tojono

## Partnerská města
Zdroj:
- Knittelfeld, Rakousko
- Stillwater, Spojené státy americké
- Jandira
- Su-čou, Čína